# Willemia tali
Willemia tali är en urinsektsart som beskrevs av Ighor J.Kaprus och Eviatar Nevo 2003. Willemia tali ingår i släktet Willemia och familjen Hypogastruridae. Inga underarter finns listade i Catalogue of Life.